# Kantoku Banzai!
Kantoku Banzai! (japonês: 監督·ばんざい; bra: Glória ao Cineasta) é um filme japonês que estreou no dia 2 de junho de 2007 e foi escrito, dirigido e atuado por Takeshi Kitano. O filme estreou no Brasil no dia 6 de março de 2009.

## Elenco
- Takeshi Kitano
- Toru Emori
- Kayoko Kishimoto
- Anne Suzuki
- Keiko Matsuzaka
- Yoshino Kimura
- Kazuko Yoshiyuki
- Yuki Uchida
- Akira Takarada
- Yumiko Fujita
- Ren Osugi
- Susumu Terajima
- Naomasa Rokudaira
- Tetsu Watanabe
- Rakkyo Ide